# Nyangilas
Nyangilas (ニャンギラス, Nyangirasu). Fue un subgrupo idol japonés, formado por 4 miembros del grupo Onyanko Club. Estuvo activo entre 1985 y 1986.

## Biografía
Nyangilas se formó con cuatro integrantes de Onyanko Club, las cuales fueron: 
- Aki Kihara (miembro número 6)
- Mika Nagoya (miembro número 9)
- Rika Tatsumi (miembro número 15)
- Mako Shiraishi (miembro número 22)

Siendo esta la última en unirse al mismo, en abril de 1986. Posteriormente liberaron su primer single
titulado: " Watashi wa Rika-chan ", en adelante también grabaron algunos temas para Onyanko Club. Entre estos, 
su segundo sencillo llamado: " Jibun de Yunomo Nan Desukeredo ".

## Separación
El grupo se disolvió tras el lanzamiento de su primer y único álbum nombrado: " Saisho de Saigo ", liberado en agosto de 1986.

## Discografía

### Álbum de estudio
| 25 de agosto de 1986 | Saisho de Saigo ~First & Last~ |

### Sencillos
| 1 de abril de 1986  | Watashi wa Rika-chan           |
| 21 de junio de 1986 | Jibun de Yunomo Nan Desukeredo |